# Associazione Sportiva Pro Gorizia 1939-1940
Questa voce raccoglie le informazioni riguardanti l'Associazione Sportiva Pro Gorizia nelle competizioni ufficiali della stagione 1939-1940.

## Rosa
| N. |                   | Ruolo | Calciatore          |
| -- | ----------------- | ----- | ------------------- |
|    | Italia (bandiera) | A     | Gaetano Auletta     |
|    | Italia (bandiera) | P     | Terenzio Bandini    |
|    | Italia (bandiera) | D     | Ermenegildo Blason  |
|    | Italia (bandiera) | D     | Ivano Blason        |
|    | Italia (bandiera) | C     | S. Bressan          |
|    | Italia (bandiera) | A     | B. Brumatti         |
|    | Italia (bandiera) | P     | Ippolito Carnelutti |
|    | Italia (bandiera) | D     | Mario Cumar         |
|    | Italia (bandiera) | D     | Silvano Deventag    |
|    | Italia (bandiera) | A     | Sergio Fasiolo      |
|    | Italia (bandiera) | A     | A. Giuliani         |
|    | Italia (bandiera) | A     | Onorio Glessich     |
|    | Italia (bandiera) | P     | Emilio Grinover     |
|    | Italia (bandiera) | D     | F. Marcantonio      |

| N. |                   | Ruolo | Calciatore        |
| -- | ----------------- | ----- | ----------------- |
|    | Italia (bandiera) | C     | Bruno Medeot      |
|    | Italia (bandiera) | A     | Silvano Millo     |
|    | Italia (bandiera) | C     | Giuseppe Molar    |
|    | Italia (bandiera) | A     | Cesare Neri       |
|    | Italia (bandiera) | P     | Luigi Ninin       |
|    | Italia (bandiera) | A     | Luigi Paulin      |
|    | Italia (bandiera) | C     | Giovanni Punteri  |
|    | Italia (bandiera) | C     | Giovanni Rossi    |
|    | Italia (bandiera) | C     | Emilio Toso       |
|    | Italia (bandiera) | D     | Tullio Vale       |
|    | Italia (bandiera) | A     | E. Varzegnassi    |
|    | Italia (bandiera) | A     | Saverino Visentin |
|    | Italia (bandiera) | A     | Rino Vittorelli   |
|    | Italia (bandiera) | D     | Ovilio Zorzin     |